# Psychine stylosa
Psychine stylosa är en korsblommig växtart som beskrevs av René Louiche Desfontaines. Enligt Catalogue of Life ingår Psychine stylosa i släktet Psychine och familjen korsblommiga växter, men enligt Dyntaxa är tillhörigheten istället släktet Psychine och familjen korsblommiga växter. Arten har ej påträffats i Sverige. Inga underarter finns listade i Catalogue of Life.